# Garang Kuol
Garang Kuol, né le 15 septembre 2004 en Égypte, est un footballeur international australien qui évolue au poste d'ailier droit à Newcastle United.

## Biographie

### Carrière en club
Né en Égypte, où sa famille sud-soudanaise avait fui leur pays d'origine, avant d'arriver en Australie avec le statut de réfugié,,.
Kuol est formé aux Goulburn Valley Suns, avant de rejoindre les Central Coast Mariners en 2021, où il commence sa carrière professionnelle. Il joue son premier match avec l'équipe première du club le 21 décembre 2021 lors de la demi-finale de coupe d'Australie contre le Sydney FC. Pendant cette rencontre, il remplace Joshua Nisbet. Son équipe s'impose deux buts à un et se qualifie pour la finale.
L'année suivante, il s'illustre avec Central Coast, à la fois en championnat d'Australie, et en match amical, alors qu'il affronte le FC Barcelone de Xavi, jouant contre des joueurs tels que Sergio Busquets, Pierre Emerick-Aubameyang et Frenkie De Jong,.
En septembre 2022, il signe un accord avec le club de Premier League du Newcastle United, qu'il doit rejoindre en janvier 2023,.

### Carrière en sélection
Appelé pour la première fois en sélection australienne senior par Graham Arnold en septembre 2022,, Garang Kuol honore sa première sélection avec l'équipe nationale d'Australie le 25 septembre, en compagnie de son coéquipier en club Jason Cummings, lors du deuxième match de préparation à la coupe du monde contre la Nouvelle-Zélande,,.
Le 8 novembre 2022, il est sélectionné par Graham Arnold pour participer à la Coupe du monde 2022.
Garang Kuol participe au tournoi Maurice Revello en 2023 avec les espoirs australiens, et perd en demi-finale. 

## Statistiques
| Saison                | Club                       | Championnat           | Championnat | Championnat | Championnat | Coupe(s) nationale(s) | Coupe(s) nationale(s) | Coupe(s) nationale(s) | Barrages | Barrages | Barrages | Total | Total | Total |
| Saison                | Club                       | Division              | M.          | B.          | P.d.        | M.                    | B.                    | P.d.                  | M.       | B.       | P.d.     | M.    | B.    | P.d.  |
| 2021-2022             | Central Coast Mariners     | A-League              | 8           | 4           | 1           | 1                     | 0                     | 0                     | 1        | 0        | 0        | 10    | 4     | 1     |
| 2022-2023             | Central Coast Mariners     | A-League              | 8           | 2           | 3           | 1                     | 0                     | 0                     | -        | -        | -        | 9     | 2     | 3     |
| Sous-total            | Sous-total                 | Sous-total            | 16          | 6           | 4           | 2                     | 0                     | 0                     | 1        | 0        | 0        | 19    | 6     | 4     |
| 2022-2023             | Newcastle United           | Premier League        | -           | -           | -           | -                     | -                     | -                     | -        | -        | -        | 0     | 0     | 0     |
| Sous-total            | Sous-total                 | Sous-total            | 0           | 0           | 0           | 0                     | 0                     | 0                     | 0        | 0        | 0        | 0     | 0     | 0     |
| 2022-2023             | Heart of Midlothian (prêt) | Premiership           | 7           | 0           | 0           | 1                     | 0                     | 0                     | 1        | 1        | 0        | 9     | 1     | 0     |
| 2023-2024             | FC Volendam (prêt)         | Eredivisie            | -           | -           | -           | -                     | -                     | -                     | -        | -        | -        | 0     | 0     | 0     |
| Total sur la carrière | Total sur la carrière      | Total sur la carrière | 23          | 6           | 4           | 3                     | 0                     | 0                     | 2        | 1        | 0        | 28    | 7     | 4     |